# هنری سیلوا
هنری سیلوا (انگلیسی: Henry Silva؛ زادهٔ ۱۵ سپتامبر ۱۹۲۸ – درگذشتهٔ ۱۴ سپتامبر ۲۰۲۲) هنرپیشهٔ اهل ایالات متحده آمریکا بود.

## اوایل زندگی
پدر سیلوا، ملوانی اهل ایتالیا، در جوانی خانواده را رها کرد و در هارلم اسپانیایی با مادرش بزرگ شد.  او تا هشت سالگی صحبت کردن به زبان انگلیسی را یاد نگرفت. او در سیزده سالگی مدرسه را رها کرد تا در کلاس های نمایشنامه شرکت کند و به عنوان یک  پیشخدمت در هتلی در منهتن هزینه زندگی خود را تامین کند.

## فیلم‌شناسی
از فیلم‌هایی که وی در آن نقش داشته‌است می‌توان به ارتباط ایتالیایی، یازده یار اوشن، گوست داگ: سلوک سامورایی، ۱۱ یار اوشن، زنده‌باد زاپاتا!، فراتر از قانون، یه مشت بارون، حمله سری، فریاد یک فاحشه، اشتباه درست است، زمان سگ دیوانه و فرار از برانکس اشاره کرد.